# Зелена Нива (Перекопський район)
Зеле́на Ни́ва (крим. Zelena Nıva, раніше Безчастне, рос. Бесчастное, Сасик-Кият, крим. Sasıq Qıyat) — село Перекопського району Автономної Республіки Крим.
Розташоване на півночі району.
Відстань від райцентру до населеного пункта становить 8 кілометрів по прямій.

## Історія
Відоме з 1785 року як Сасик-Кият. У Списку населених пунктів Кримської АРСР по Всесоюзному перепису 17 грудня 1926 року, на хуторі Сасик-Кият (Безчасний, на карті також позначено артіль «Зелена Нива») було 7 дворів, всі селянські, населення становило 29 осіб, всі вірмени.
1944 року, згідно з Постановою ДКО № 5984сс від 2 червня 1944 року, 27 червня місцеві вірмени були депортовані з Криму до Центральної Азії.
18 травня 1948 року, Указом Президії Верховної Ради РРФСР, Безчастне перейменували на Зелену Ниву.